# Hortensjusz
Hortensjusz – imię męskie pochodzenia łacińskiego. Wywodzi się od słowa oznaczającego „ogrodnik”. Pochodzi od nazwiska rzymskiego rodu Hortensjuszy. Patronem tego imienia jest św. Hortensjusz, biskup.
Hortensjusz imieniny obchodzi 11 stycznia.
Osoby noszące to imię:
- Hortensjusz Hortalus

Żeński odpowiednik: Hortensja